# Ана Диамандопулу
Ана Диамандопулу (на гръцки: Άννα Διαμαντοπούλου) е гръцки политик, депутат от ПАСОК и бивш еврокомисар по заетостта и социалната политика в комисията Проди от 1999 до 2004 година.

## Кариера
Диамандопулу е родена в Кожани, Гърция в 1959 година. По образование е строителен инженер, но отрано започва политическа кариера. В 1984 година става номарх на Ном Костур, един от най-младите областни управители в историята на Гърция. На този пост остава до 1986 година, когато е назначена за главен секретар за образованието, по-късно за младежкото образование, а след това за индустрията. В 1993 година става председател на Гръцката организация на дребния и средния бизнес и занаяти (EOMMEX).
В 1996 година става депутат от Кожани. Заема поста заместник-министър за развитието, отговарящ за приватизацията и промишленото преструктуриране, който напуска за да стане еврокомисар. След завръщането си в Гърция е депутат от опозицията. В 2001 година Диамандопулу оглавява крилото на ПАСОК, което иска въвеждането на английския като втори официален език в страната.